# 안젤리나 그림케
안젤리나 에밀리 그림케 웰드(Angelina Emily Grimké Weld, 1805년 2월 20일~1879년 10월 26일)는 미국의 노예제 폐지론자, 정치 활동가, 여성권 옹호자, 여성참정권 운동가이다. 미국에서 "가장 악명높은 여성"으로 불렸으며 여동생 새라 무어 그림케와 함께 미국 남부 출신의 백인 여성 노예제 폐지론자로 꼽힌다. 사우스캐롤라이나주 찰스턴에서 태어나 1838년 노예폐지론자인 테오도어 드와이트 웰드와 결혼하여 뉴저지주에서 학교를 운영하며 생활했다. 남북전쟁 종전 이후에 매사추세츠주 하이드 파크로 이사하여 말년을 그곳에서 보냈다.